# Сан Ђовани Липиони
Сан Ђовани Липиони (итал. San Giovanni Lipioni) је насеље у Италији у округу Кјети, региону Абруцо.
Према процени из 2011. у насељу је живело 210 становника. Насеље се налази на надморској висини од 532 м.

## Становништво
Према резултатима пописа становништва 2011. у општини је живело 210 становника.
| 1931. | 1936. | 1951. | 1961. | 1971. | 1981. | 1991. | 2001. | 2011. |
| ----- | ----- | ----- | ----- | ----- | ----- | ----- | ----- | ----- |
| 896   | 940   | 906   | 815   | 729   | 545   | 422   | 287   | 210   |